# Radičević
Radičević (cyr. Радичевић) – wieś w Serbii, w Wojwodinie, w okręgu południowobackim, w gminie Bečej. W 2011 roku liczyła 1087 mieszkańców.